# ブカレスト北駅
ブカレスト北駅（ブカレストきたえき、ルーマニア語: Bucureşti Nord Gara, Gara de Nord）またはブカレスト・ノルド駅はルーマニアの首都ブカレストにあるルーマニア最大の鉄道駅である。頭端式ホーム型の8面14線のプラットホームを有する。1日に当たり約200本の列車が発着し幹線が集中するブカレストのターミナル駅として機能している。

## 歴史
北駅はローマン - ガラツィ - ブカレスト - ピテシュティ間を結ぶ鉄道の開業に合わせて、1868年から1872年にかけ建築された。当初は近隣の通りにちなんでトゥルゴヴィシュテ駅（Gara Târgoviştei）と呼ばれていた。現駅名は1888年からのものである。その後、輸送量の増加に伴い駅の拡張が順次行われていた。1944年にはドイツ軍の補給路を狙った連合国が駅やその周辺に激しい空爆を行った。独ソ戦ではルーマニアの鉄道網では重要な拠点で主要な出発点でもあった。1950年から1990年までの社会主義時代は鉄道輸送が最高に達した。1969年2月、電車駅が電化されブラショフとブカレスト間の電気鉄道セクションを終え。 その後は一時的に、経済的な低迷も相まって輸送量は急減してしまった。現在では、駅内部の改修が進み以前に比べ明るい雰囲気となっている。

## 路線
ルーマニア国内の都市間列車をはじめ、欧州各国からの国際列車が乗り入れている。また、ブカレスト市内交通ではブカレスト地下鉄M1、M4号線の他、市電や路線バスの各系統が乗り入れている。
- ブカレスト北駅からルーマニア国内主要都市までの距離
  - アラド（アルバ・ユリア経由）　620km
  - バカウ　302km
  - ブライラ　199km
  - ヤシ　406km
  - オラデア　650km

- ブカレスト北駅から欧州主要都市までの距離
  - ウィーン（ウィーン西駅 アラド経由）　1,145 km
  - ブダペスト（ブダペスト東駅　アラド経由）　872km
  - ベオグラード　709km
  - ソフィア（ソフィア中央駅）　539km
  - キーウ（キーウ旅客駅　スチャヴァ経由）1,227km